# Pougny (Ain)

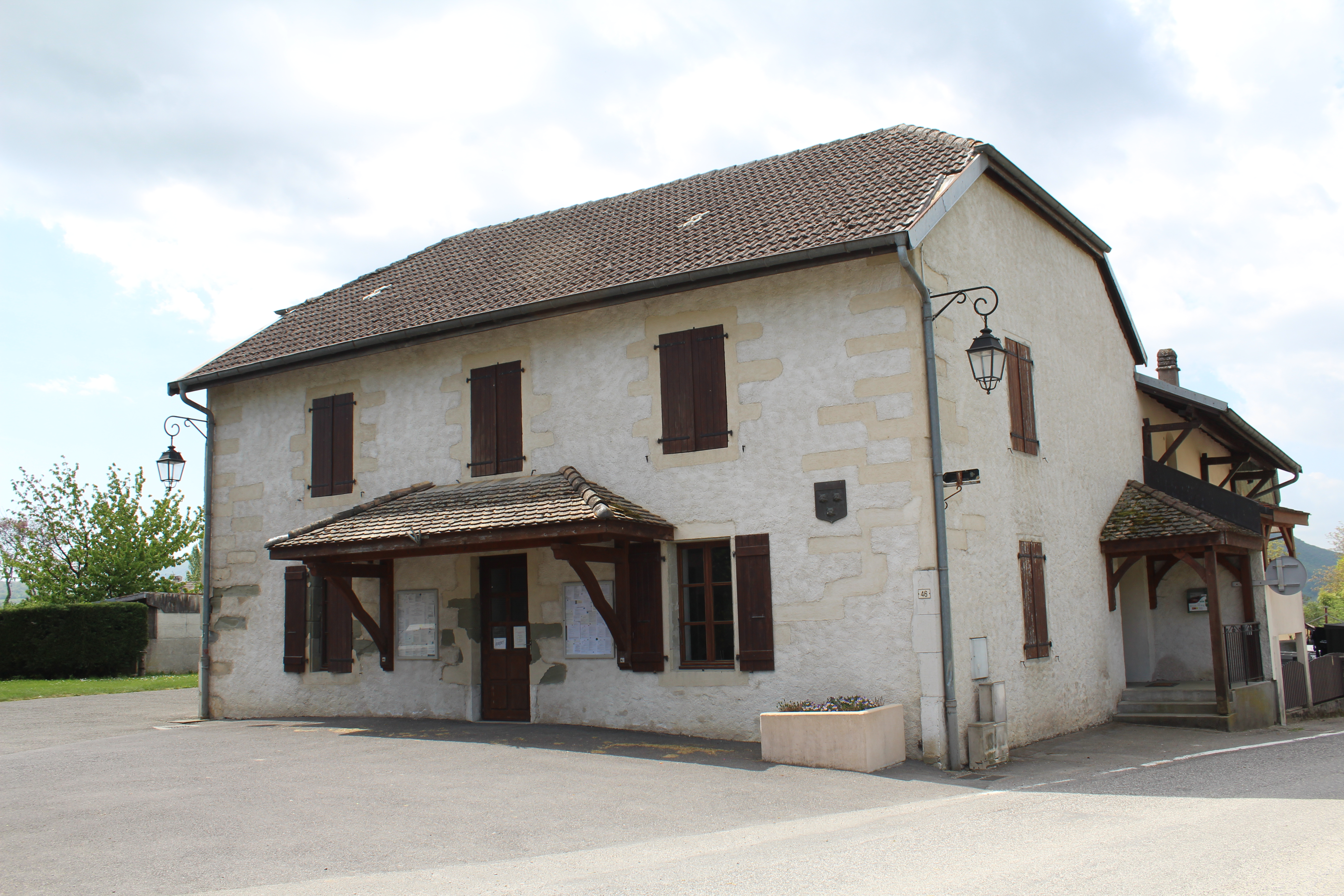
Mairie (Bürgermeisteramt)

Pougny [puɲ'i] ist eine französische Gemeinde im Département Ain in der Region Auvergne-Rhône-Alpes.

## Geographie
Pougny liegt auf 410 m ü. M., etwa 17 Kilometer westsüdwestlich der Stadt Genf (Luftlinie). Das ehemalige Bauerndorf erstreckt sich im Südwesten des Pays de Gex an aussichtsreicher erhöhter Lage auf einem Geländevorsprung über der breiten Talniederung der Rhone, östlich des Juras, im Genfer Becken nahe der Staatsgrenze zur Schweiz. Pougny ist der erste Ort, an dem beide Ufer der Rhône auf französischem Gebiet liegen.
Die Fläche des 7,77 km² großen Gemeindegebiets umfasst einen Abschnitt des Pays de Gex. Die östliche und südliche Grenze verläuft entlang der Rhône, die hier in einer breiten Talniederung fließt und unterhalb von Pougny zu einem langgezogenen Flachsee mit Schwemmlandinseln aufgestaut ist. Das tertiäre Molassebecken von Genf wurde vom eiszeitlichen Rhonegletscher überformt. Durch Erosionsarbeit hat sich die Rhone in der Nacheiszeit in die Ablagerungen eingeschnitten, weshalb das Tal von rund 60 Meter hohen Hängen begleitet wird. Vom Flusslauf erstreckt sich das Gemeindeareal auf die angrenzenden Plateaus. Auch der Bach Annaz, der bei Pougny in die Rhône mündet, hat ein tiefes Tal geschaffen. Im Waldgebiet Bois Plan wird mit 461 m ü. M. die höchste Erhebung von Pougny erreicht. Das Gemeindegebiet ist Teil des Regionalen Naturparks Haut-Jura (frz.: Parc naturel régional du Haut-Jura).
Zu Pougny gehören neben dem ursprünglichen Ort auch verschiedene Weiler und Gehöfte, darunter:
- Pougny Gare (352 m) im Rhônetal nahe der Mündung der Annaz
- Le Crêt (412 m) auf dem Plateau zwischen dem Rhônetal und der Annaz
- L'Etournel (365 m) auf einem Vorsprung über dem Rhônetal

Nachbargemeinden von Pougny sind Vulbens im Süden (Département Haute-Savoie), Collonges und Farges im Westen, Péron und Challex im Norden sowie die schweizerische Gemeinde Chancy im Süden.

## Geschichte
Erstmals urkundlich erwähnt wird Pougny im Jahre 1277 unter der Bezeichnung Castrum de Pounye. Im Lauf der Zeit wandelte sich die Schreibweise über Pounie (1289), Pugnye (1304), Pougnie (1365), Pougnier (1397) und Pougnies (1554) zum heutigen Namen Pougny, der seit 1734 belegt ist. Der Ortsname geht auf den gallorömischen Geschlechtsnamen Punius zurück und bedeutet so viel wie Landgut des Punius (Pugniacum).
Im 14. Jahrhundert kam das Dorf unter die Oberhoheit der Grafen von Savoyen. Danach teilte Pougny die wechselvolle Geschichte des Pays de Gex, mit dem es nach Abschluss des Vertrages von Lyon 1601 endgültig an Frankreich gelangte.

## Sehenswürdigkeiten
Die Pfarrkirche Saint-Louis geht ursprünglich auf einen gotischen Bau zurück, wurde aber im 18. Jahrhundert weitgehend neu erbaut und im 19. Jahrhundert umgestaltet.

## Bevölkerung
| Jahr                       | 1962 | 1968 | 1975 | 1982 | 1990 | 1999 | 2009 | 2021 |
| -------------------------- | ---- | ---- | ---- | ---- | ---- | ---- | ---- | ---- |
| Einwohner                  | 378  | 424  | 543  | 543  | 600  | 629  | 781  | 796  |
| Quellen: Cassini und INSEE |      |      |      |      |      |      |      |      |

Mit 792 Einwohnern (Stand 1. Januar 2022) gehört Pougny zu den kleinen Gemeinden des Départements Ain. Seit Mitte der 1960er Jahre wurde ein kontinuierliches Bevölkerungswachstum verzeichnet, das jedoch deutlich weniger stark ist als in den meisten übrigen Gemeinden des Pays de Gex.

## Wirtschaft und Infrastruktur

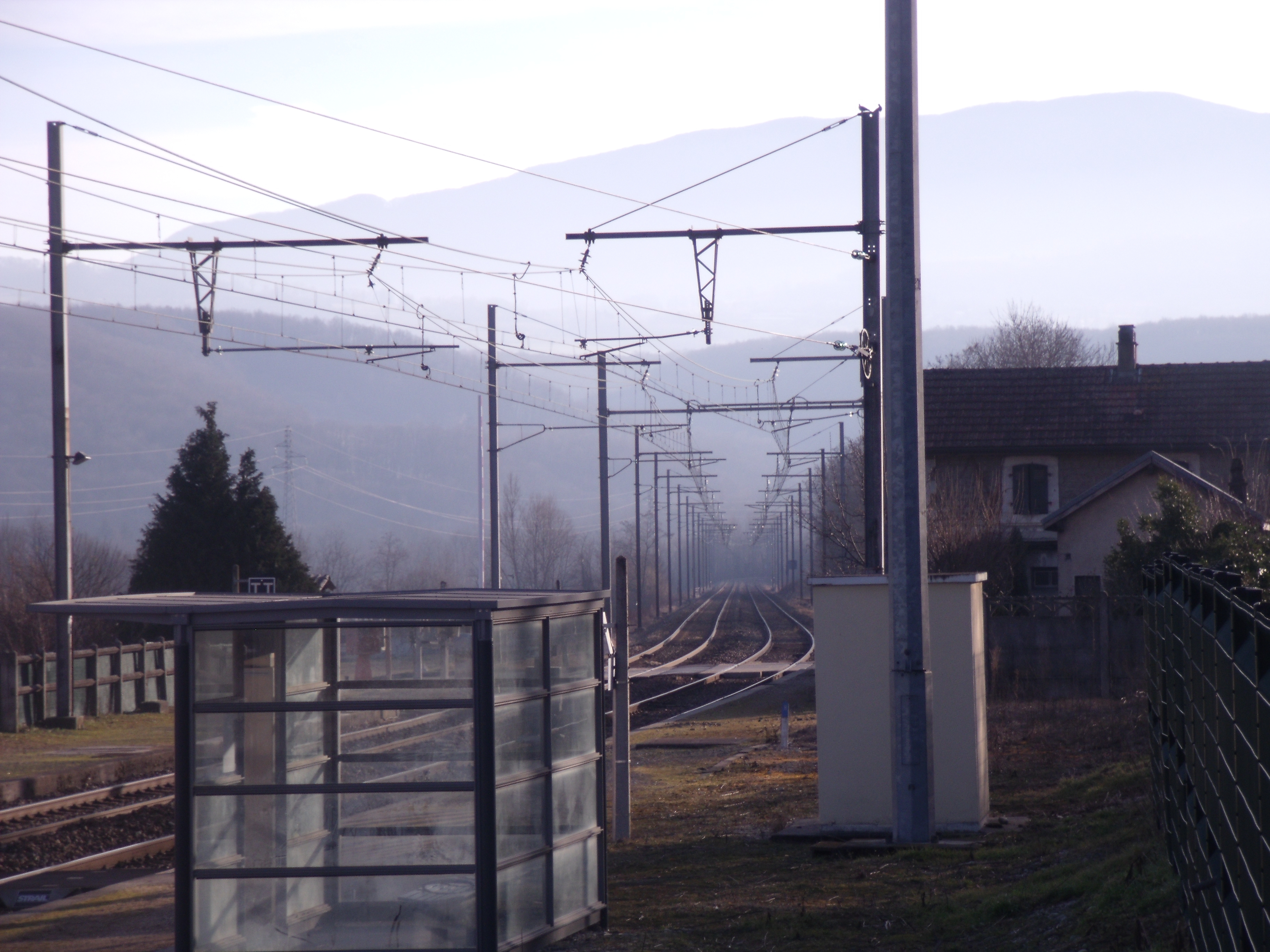
Bahnhof Pougny-Chancy

Pougny war bis weit ins 20. Jahrhundert hinein ein vorwiegend durch die Landwirtschaft geprägtes Dorf. Heute gibt es einige Betriebe des lokalen Kleingewerbes. Mittlerweile hat sich das Grenzdorf auch zu einer Wohngemeinde gewandelt. Zahlreiche Erwerbstätige sind Wegpendler, die in den größeren Ortschaften des Pays de Gex oder als Grenzgänger in der Agglomeration Genf arbeiten.
Die Ortschaft ist verkehrsmäßig recht gut erschlossen. Sie liegt an einer Departementsstraße, die von Collonges via Chancy nach Genf führt. Weitere Straßenverbindungen bestehen mit Challex und Péron. Pougny besitzt einen Bahnhof an der Bahnstrecke Lyon–Genève.
Das 1924 erbaute Laufwasserkraftwerk Chancy-Pougny liegt nicht auf der Gemeinde, sondern 600 m oberhalb auf der Rhone zwischen den Gemeinden Chancy und Challex.